# Cutandia maritima
Cutandia maritima — вид рослин родини тонконогові (Poaceae).

## Опис
Стебла до 60 см, прямовисні, висхідні чи сланкі. Волоть до 16 см. Колоски 11–15 мм, довгасті або ланцетні. Цвіте з квітня по червень.

## Поширення
Північна Африка: Алжир; Єгипет; Лівія. Західна Азія: Ізраїль; Туреччина. Південна Європа: Греція [вкл. Крит]; Італія [вкл. Сардинія, Сицилія]; Франція [вкл. Корсика]; Гібралтар; Португалія [вкл. Балеарські острови]; Іспанія. 
Росте на прибережних пісках.